# Yoel Colomé
Yoel Colomé Valencia (L'Avana, 15 ottobre 1982) è un calciatore cubano.

## Carriera
Ha esordito con la Nazionale cubana nel 2007.